# Pema Rinchen
Pema Rinchen (Thimphu, 20 febbraio 1986) è un calciatore bhutanese, difensore dello Yeedzin.

## Carriera

### Club
Gioca tutta la sua carriera nello Yeedzin.

### Nazionale
Esordisce in nazionale nel suo primo anno di carriera contro le Filippine e segna 2 gol

## Palmarès
- Campionato bhutanese: 3

Yeedzin: 2008, 2010, 2011